# Tân Phong (phường)
Tân Phong là một phường thuộc thành phố Lai Châu, tỉnh Lai Châu, Việt Nam.

## Địa lý
Phường Đông Phong có vị trí địa lý:
- Phía đông giáp phường Đông Phong
- Phía tây giáp phường Đoàn Kết và huyện Tam Đường
- Phía nam giáp huyện Tam Đường
- Phía bắc giáp xã Sùng Phài.

Phường có diện tích 5,59 km², dân số năm 2012 là 11.397 người, mật độ dân số đạt 2.040 người/km².

## Lịch sử
Phường Tân Phong được thành lập vào ngày 10 tháng 10 năm 2004 trên cơ sở 523 ha diện tích tự nhiên và 4.094 người của thị trấn Phong Thổ, 298 người của xã Nậm Loỏng.
Ngày 2 tháng 11 năm 2012, Chính phủ ban hành Nghị quyết 71/NQ-CP. Theo đó, thành lập phường Đông Phong trên cơ sở điều chỉnh 171,26 ha diện tích tự nhiên và 10.211 người của phường Tân Phong, 356,09 ha diện tích tự nhiên và 753 người của xã San Thàng.
Sau khi điều chỉnh địa giới hành chính, phường Tân Phong còn lại 558,69 ha diện tích tự nhiên và 11.397 người.